# Hello Bitches
Hello Bitches è un singolo della rapper sudcoreana CL, pubblicato il 21 novembre 2015.

## Pubblicazione
La canzone, originariamente una collaborazione con la rapper britannica M.I.A., era inizialmente intitolata Asian Bitches, ma in seguito è stata ribattezzata Hello Bitches poiché CL sentiva che il tema sarebbe stato limitante. Ha detto: "[il tema] era troppo classificato... non puoi cantare insieme a 'Asian Bitches', sai?".

## Descrizione
Musicalmente, Hello Bitches è un brano hip hop ed elettronico intenso, feroce e giocoso che presenta "rap parlanti duri sia in inglese che in coreano". È stata descritta come una canzone che incarna lo stile e il carisma di CL, con strumentazioni di sintetizzatori, una linea di basso pesante 808 e un forte ritmo hip-hop trap come asse principale.

## Classifiche
| Classifica (2015) | Posizione massima |
| ----------------- | ----------------- |
| Corea del Sud     | 21                |